# Монфалконе
Монфалконе или Тржич (итал. Monfalcone, словен. Tržič) град је у северној Италији. Град је други по важности град у округу Горица у и пети највећи град италијанске покрајине Фриули-Венеција Ђулија.
Град Монфалконе је најсевернија лука Јадрана. Град се сместио на самом врху Тршћанског залива, 20 км северозападно од Трста.
Град је познат по луци и бродоградилишту.

## Становништво
Према резултатима пописа становништва 2011. у општини је живело 27.041 становника.
| 1931.  | 1936.  | 1951.  | 1961.  | 1971.  | 1981.  | 1991.  | 2001.  | 2011.  |
| ------ | ------ | ------ | ------ | ------ | ------ | ------ | ------ | ------ |
| 17.992 | 19.634 | 24.589 | 26.818 | 29.655 | 30.259 | 27.223 | 26.393 | 27.041 |

## Градови побратими
- Нојмаркт ин Штајермарк
- Галиполи
- Карадениз Ерегли
- Зонгулдак